# Fermín Trueba
Pour les articles homonymes, voir Trueba.
Trueba  Pérez est un nom espagnol. Le premier nom de famille, en général paternel, est Trueba ; le second, en général maternel, souvent omis, est Pérez.
Fermín Trueba Pérez (né le 26 août 1914 à Torrelavega et mort le 1er mai 2007 à Madrid) est un coureur cycliste espagnol. Coureur professionnel durant les années 1930 et 1940, il a été champion d'Espagne sur route en 1938. Il fut également l'un des principaux protagonistes des premiers Tours d'Espagne, remportant trois étapes ainsi que le classement de la montagne de la Vuelta 1941. Il termina deuxième de cette édition, après un long duel avec le vainqueur Julián Berrendero, et fut leader du classement général pendant 12 jours.
Ses trois frères, parmi lesquels Vicente Trueba, furent également coureurs professionnels.

## Palmarès

### Palmarès année par année
- 1934
  - Tour d'Alava
  - Subida a Santo Domingo
  - 2e de la Prueba Villafranca de Ordizia
  - 3e du GP Vizcaya
- 1935
  - Subida a Arantzazu
  - 3e et 9e étapes du Tour de Galice
  - 2e du Tour de Galice
  - 2e du GP Republica
  - 2e de la Subida a Santo Domingo
- 1936
  - 19e étape du Tour d'Espagne
  - 9e du Tour d'Espagne
- 1938
  -  Champion d'Espagne sur route
  - Subida a Santo Domingo
  - Circuito Sardinero
  - 2e du Cinturion de Bilbao
  - 3e de Bilbao-Saint-Sébastien-Bilbao
- 1939
  - 6e étape du Tour de Catalogne
  - 1re et 5e étapes du Circuito del Norte
  - Clásica a los Puertos de Guadarrama
  - Subida a Santo Domingo
  - 2e du Tour d'Aragon
  - 3e du Tour de Catalogne
  - 3e du Circuito del Norte
  - 3e du Gran Premio del Norte
- 1940
  -  Champion d'Espagne de la montagne
  - 4e et 5e étapes du Circuito del Norte
  - Tour de Cantabrie :
    - Classement général
    - 2e et 3e étapes

  - Subida a Arantzazu
  - Subida a Santo Domingo
  - 2e du GP Vizcaya
  - 2e du GP Pascuas
  - 6e du Tour de Catalogne
- 1941
  -  Champion d'Espagne de la montagne
  - Circuito del Norte :
    - Classement général
    - 8e étape

  - Tour d'Espagne :
    - Classement de la montagne
    - 8e et 14e étapes

  - 1re étape du Tour de Navarre
  - 2e du Tour d'Espagne
  - 2e du Tour d'Alava
  - 2e de la Subida a Santo Domingo
  - 2e de la Subida a Arantzazu
  - 3e de la Subida al Naranco
  - 3e du Circuit de Getxo
- 1942
  -  Champion d'Espagne de la montagne
  - Cinturon de Bilbao
  - Subida al Naranco
  - Subida a Santo Domingo
  - 2e de la Subida a Arantzazu
  - 2e du Circuito del Norte
  - 3e du Gran Premio del Norte
- 1943
  - 5e étape du GP Ayutamiento de Bilbao
  - Circuito Castilla-León-Asturias :
    - Classement général
    - 1re, 6e, 7e étapes

  - Subida a Santo Domingo
  - 5e étape du Tour du Levant
  - 2e de la Subida a Arantzazu
  - 3e de la Subida al Naranco
  - 3e du Cinturion de Bilbao
  - 3e de Madrid-Valence
- 1944
  -  Champion d'Espagne de la montagne
  - Subida a Arantzazu
  - 2e de la Subida al Naranco
  - 2e de la Subida a Santo Domingo
  - 3e du Circuit de Getxo
- 1945
  - Subida al Naranco
  - 2e étape du Circuito del Norte
  - Circuito Sardinero
  - 2e du championnat d'Espagne de la montagne
  - 2e du Circuit de Getxo
  - 2e de la Subida a Arantzazu
  - 2e de la Subida a Santo Domingo
  - 3e de la Subida a Arrate
- 1946
  - Subida al Naranco
  - 2e du Tour du Guipuscoa
  - 2e du championnat d'Espagne de la montagne
  - 3e du GP Futbol de Sobremesa

### Résultats sur les grands tours

#### Tour d'Espagne
5 participations
- 1935 : abandon (4e étape[1])
- 1936 : 9e, vainqueur de la 19e étape
- 1941 : 2e, vainqueur du classement de la montagne et des 8e et 14e étapes,  maillot blanc pendant 12 jours
- 1942 : abandon (1re étape[2])
- 1945 : abandon (8e étape[3])